# 平林己佐男
平林 己佐男（ひらばやし みさお、1933年9月9日 - 1992年7月）は、日本競輪選手会東京支部に所属していた元競輪選手。

## 経歴
日本競輪学校ができる前に選手登録された期前選手。選手登録番号2860。
新人時代より、マーク・追い込み型の選手として、長年に亘りトップスターとして君臨。平林を競り落とせば、マーク選手としては超一流、と言われるほどの存在感をアピール。全国都道府県選抜競輪を2回制覇した。さらに特筆すべきは、S級が創設された1983年、50歳の年齢ながらもS級に在籍したこと。加えて同年のオールスター競輪（いわき平競輪場）に出場した。また、44歳のとき、1977年のオールスター競輪（千葉競輪場）の決勝戦に進出。4着と健闘している他、1981年までほぼ常時、特別競輪（現在のGI）に出場していた。
1988年4月1日選手登録削除。通算戦績3140戦879勝。

## 獲得タイトル
全国都道府県選抜競輪……2回
1953年……第4回・1200m競走（名古屋競輪場）
1955年……第9回・1000m競走（大宮競輪場）